# Diaparsis minquanensis
Diaparsis minquanensis là một loài tò vò trong họ Ichneumonidae.